# روبن مارکوس
روبن مارکوس (اسپانیایی: Rubén Marcos‎; ۶ دسامبر ۱۹۴۲ – ۱۴ اوت ۲۰۰۶) بازیکن فوتبال اهل شیلی بود.
از باشگاه‌هایی که در آن بازی کرده‌است می‌توان به باشگاه فوتبال یونیورسیداد شیلی اشاره کرد.
وی همچنین در تیم ملی فوتبال شیلی بازی کرده‌است.